# Bunchosia linearifolia
Bunchosia linearifolia là một loài thực vật thuộc họ Malpighiaceae. Đây là loài đặc hữu của Cuba.